# África do Sul nos Jogos Paralímpicos de Inverno de 2010
A África do Sul participou dos Jogos Paraolímpicos de Inverno de 2010, realizados em Vancouver, no Canadá. Foi a quarta aparição do país em Paraolimpíadas de Inverno. O único atleta a representar o país foi Bruce Warner, que competiu no esqui alpino para atletas em pé, onde participam atletas amputados.

## Esqui alpino
Masculino
| Atleta       | Evento                          | Tempo Total | Pos. |
| ------------ | ------------------------------- | ----------- | ---- |
| Bruce Warner | Downhill (atletas em pé)        | 1:34.82     | 25º  |
| Bruce Warner | Super combinado (atletas em pé) | 2:34.30     | 18º  |
| Bruce Warner | Slalom (atletas em pé)          | 2:06.25     | 32º  |
| Bruce Warner | Slalom gigante (atletas em pé)  | 2:52.09     | 31º  |
| Bruce Warner | Super-G (atletas em pé)         | 1:38.52     | 32º  |